# 輕熟女漫畫
輕熟女漫畫（日语：ティーンズラブマンガ），是日本漫畫創作的一種類型，簡稱「TL漫畫」，起源於1990年代後期以25歲以上成年女性為主要讀者群的漫畫。

## 概要
它是女性向的一種類型，指的是在故事中著重並且具體地、直接地表達性，將成人向的場景以青少年的風格表達。基本風格是王道式少女向愛情故事，描寫浪漫愛情喜劇，性愛場面多為有愛為前提，包含未明確確認關係的情況，但部份故事亦有不具情感的、違反主角意願的強制性交。角色年紀通常在18歲以上，題材元素初期多以職場戀愛為主軸 ，近年多元發展出不同的類型，例如：穿越、獸人、奇幻魔法等。
隨時代推進，輕熟女漫畫的定義已不限定於女性向成人風格的日本漫畫，亦有其他國家發行的漫畫俱備著重女性向和融合成人向橋段的風格。在韓國，輕熟女類型作品主要被認為是女性向輕小說為主，代表案例如韓國出版社Alice Novel 自2013年起陸續出版翻譯日本和韓國的輕熟女小說。但也有韓國輕熟女風格漫畫付梓。

## 漫畫
在漫畫的類型中講，TL漫畫的目標客群比女士漫畫年輕，大多數由女性創作，但編輯有不少男性。TL漫畫最初出現在1990年代後期，最初目標客群是青少年，不過，據宙出版統計，截至2014年，該公司的TL漫畫讀者大部分為三十多歲。
作品諸如：
- 再一次與你初戀
- 女體化的不良學園☆本大爺的初體驗被他給盯上了。
- 神啊！請賜給我男人吧
- 漫畫家與大流氓
- 微醺之後♂♀性轉切換～家政夫的正確食用方法～
- 性轉換的我被騎士們給盯上肉體了
- 將妳的一切全部擁入懷中交往0日，立刻結婚！？
- 要小心野獸般的危險男子。—與年下後輩的極致性愛—
- 與抖Ｓ軍人的偽婚初夜—再叫得可愛一點吧
- 今晚，不讓妳ＳＡＹ ＮＯ…外國上司的野獸本性
- 那個表情，是在誘惑我嗎？～成為替身與溺愛人的社長相親結婚!?～
- 如同在床單波濤間所做的夢
- 有本事就讓我硬起來啊～我的上司不知分寸

## 動畫
- 與僧侶交合的色慾之夜
- 老師的相親對象竟然是、學校的、壞學生。
- 「再繼續下去…不行」典獄長固執的身體檢查
- 25歲的女高中生～讓老師來教教妳什麼叫做兒童不宜觀賞
- 末班車後，和上司在膠囊旅館裡，感受微熱的激情之夜
- 裙子的下面有野獸